# Megan Thee Stallion
Megan Jovon Ruth Pete (San Antonio, Teksas, 15. veljače 1995.), poznatija po umjetničkom imenu Megan Thee Stallion, američka je reperica, pjevačica i kantautorica. Podrijetlom je iz Houstona u Teksasu, a prvi je put privukla pažnju medija kad su videozapisi na kojima je improvizirano repala postali popularni na društvenim mrežama poput Instagrama.
Megan Thee Stallion 2018. je potpisala ugovor s diskografskom kućom 300 Entertainment i pod njezinom licencijom objavila je mixtape Fever (iz 2019.), EP Suga (iz 2020.) i debitantski studijski album Good News (iz 2020.); svi navedeni uradci ušli su u najviših deset mjesta glazbene ljestvice Billboard 200. Singl "Savage (Remix)" (na kojem je gostovala Beyoncé) i singl "WAP" (na kojem je surađivala s Cardi B), oba objavljena 2020., pojavili su se na prvom mjestu američke ljestvice Billboard Hot 100, a potonji je singl Megan priskrbio prvo mjesto na glazbenim ljestvicama i u drugim državama.
Tijekom karijere Megan Thee Stallion dobila je nekoliko priznanja, a među njima su dvije nagrade BET, pet nagrada BET Hip Hop, dvije nagrade MTV Video Music, Billboardova nagrada Women in Music i četiri nominacije za nagradu Grammy. Godine 2020. časopis Time proglasio ju je jednom od 100 najutjecajnijih osoba na svijetu u svojem godišnjem popisu.

## Rani život
Megan Jovon Ruth Pete rođena je 15. veljače 1995. u San Antoniju u Teksasu, a njezina majka, Holly Aleece Thomas, ubrzo se nakon toga preselila u Houston. Thomas je repala pod pseudonimom "Holly-Wood", a svoju kćer nije odvodila u vrtić, nego ju je vodila sa sobom na snimanja. Pete je odrasla u četvrti South Park, a s majkom se kao četrnaestogodišnjakinja preselila u Pearland, gdje je živjela do osamnaeste godine života. Počela je pisati reperske stihove kad je napunila 16. Kad je majci poručila da želi repati, Holly joj je uvjetovala da mora pričekati do 21. godine prije nego što se počne službeno baviti repanjem. Holly je izjavila da su Peteini tekstovi previše sugestivni za njezinu mladu dob. Pete je pohađala Pearland High School, ali je u prvom razredu izgubila oca. Završila je školu 2013.
Godine 2013., dok je bila studentica na Prairie View A&M Universityju, počela je na društvene mreže postavljati videozapise u kojima je improvizirano repala. Videozapis u kojem se s muškim rivalima natjecala u improviziranom repanju proširio se internetom. Zbog popularnosti te snimke Pete je počela dobivati više pratitelja na društvenim mrežama. Obožavatelje je privukla postavljanjem videozapisa improviziranih rap-dionica na Instagram dok je bila na fakultetu. Obožavatelje naziva "hotties" i tvrdi da su joj oni omogućili da postane uspješna.
Počela se služiti umjetničkim imenom "Megan Thee Stallion" jer su je u adolescenciji zbog visine (178 cm) i tjelesne figure nazivali pastuhom: visoke žene na Jugu SAD-a nazivaju se pastusima.

## Karijera

### 2016. – 2017.: Početci
U travnju 2016. Megan Thee Stallion objavila je prvi singl "Like a Stallion". Nakon toga je objavila dva mixtapea isključivo na SoundCloudu – Rich Ratchet (iz 2016.), i Megan Mix (iz 2017.). U rujnu 2017. službeno je objavljen EP Make It Hot. Singl "Last Week in HTx" s tog EP-a tad je postao njezin najuspješniji singl; na YouTubeu je pregledan više milijuna puta. Godine 2017. objavila je pjesmu "Stalli (Freestyle)", a riječ je o remiksanoj inačici pjesme "Look at Me" repera XXXTentaciona.
U to se vrijeme prijavila za članstvo u emisiji Love & Hip Hop: Houston, no predloženi je novi model te emisije u lipnju 2016. odgođen na neodređeno.

### 2018. – 2019.:Tina SnowiFever
Početkom 2018. potpisala je ugovor s 1501 Certified Entertainment, nezavisnom diskografskom kućom iz Houston koju predvodi T. Farris, a čiji je vlasnik bivši igrač bejzbola Carl Crawford. Prva je reperica koja je potpisala ugovor s tim izdavačem; poslije toga nastupila je na SXSW-u u ožujku 2018. U lipnju 2018. objavila je EP Tina Snow koji se sastoji od deset pjesama. EP je nazvan prema njezinu alter egu, "Tini Snow", koji opisuje kao svoju "siroviju inačicu" same sebe. Tina Snow dobio je pozitivne kritike. Eric Torres iz Pitchforka napisao je: "Donijela nam je nekoliko ludih himni s pamtljivim tekstovima protiv muškaraca koji su niškoristi." U intervjuu s Mic-om izjavila je da se ne stidi govoriti o seksualnosti niti da se osjeća kao da je ograničena na "inteligentne" ili "lude" teme. Nandi Howard iz The Fadera izjavila je da Stallion repa "precizno" u "električnom ritmu". U studenom 2018. Megan Thee Stallion najavila je da je potpisala ugovor s 300 Entertainmentom, čime je postala prva reperica koja je potpisala ugovor s tim izdavačem. U to je vrijeme trebala podržati australsku repericu Iggy Azaleu na njezinoj turneji Bad Girls Tour, no turneja je naknadno otkazana.
Stallion je 22. siječnja 2019. objavila singl "Big Ole Freak" s EP-a Tina Snow i popratni glazbeni spot za tu pjesmu. Na tom je singlu semplirana pjesma "Is It Love This Time" Dana 15. travnja "Big Ole Freak" pojavio se na 99. mjestu ljestvice Billboard Hot 100 i time postao prvi njezin singl koji se pojavio na toj ljestvici, a kasnije se ondje popeo sve do 65. mjesta. Fever, njezin drugi mixtape, objavljen je 17. svibnja 2019. Dobio je pozitivne kritike i pojavio se na popisima albuma godine nekoliko kritičara, a Paper ga je nazvao najboljim albumom 2019. Taylor Crumpton iz Pitchforka dala mu je osam od deset bodova, a u recenziji je napisala: "Meganini savršeno izvedeni stihovi mogu se usporediti sa strojnicom; vatreni stihovi pogađaju u sridu i takvi su da ih može izvesti samo reper široka znanja o ranim praksama rap-borbi."
 Dana 21. svibnja 2019. objavila je glazbeni spot za "Realer", uvodnu pjesmu s tog uratka; spot je nadahnut filmskim stilom bleksploatacije. Dana 20. lipnja 2019. objavljeno je da će biti jedna od 11 izvođača koji će sudjelovati u 12. sezoni "Freshman Classa" časopisa XXL. Glazbeni su kritičari pohvalili njezinu rap-improvizaciju u tom natjecanju. U srpnju 2019. Chance the Rapper objavio je debitantski studijski album The Big Day, a Megan Thee Stallion gostovala je na pjesmi "Handsome". Dana 2. kolovoza 2019. na HBO-u je održana premijera A Black Lady Sketch Showa; uvodna pjesma te emisije jest Stallionina skladba "Hot Girl". Stallion je 9. kolovoza 2019. objavila singl "Hot Girl Summer" na kojem su gostovali američka reperica Nicki Minaj i pjevač Ty Dolla Sign. Pjesma, posvećena njezinu internetskom memu "hot girl summer", nastala je nakon što su te dvije reperice održale sesiju na Instagram Liveu. Pojavila se na 11. mjestu američke ljestvice Billboard Hot 100 i tako postala prva Stallionina uspješnica koja je ušla u 20 najviših mjesta na toj ljestvici; također se našla na prvom mjestu ljestvice Rolling Stone 100. Tjedan dana kasnije gostovala je na kompilaciji diskografske kuće Quality Control pod imenom Quality Control: Control the Streets, Volume 2, i to na pjesmi "Pastor" (uz Quava i City Girls). U rujnu 2019. Megan Thee Stallion potpisala je menadžerski ugovor s Roc Nationom. Mjesec dana kasnije osmislila je horor-seriju Hottieween i u njoj glumila glavnu ulogu, a režirala ju je Teyana Taylor. Istog je mjeseca održala koncert u sklopu NPR-ovih koncerata Tiny Desk Concert tijekom Tiny Desk Festa. Također ju je istog mjeseca Time postavio na inauguracijski popis "Time 100 Next".

### 2020. – danas:SugaiGood News
U siječnju 2020. objavila je singl "Diamonds" s pjevačicom Normani; pjesma se pojavila na glazbi za film o superherojima Birds of Prey i emancipacija famozne Harley Quinn objavljenom iste godine. Istog je mjeseca najavila objavu uratka Suga i objavila "B.I.T.C.H.", glavni singl s njega. Idućeg je mjeseca gostovala na singlu "Fkn Around" skupine Phony Ppl i pojavila se u emisiji The Tonight Show Starring Jimmy Fallon, u kojoj je izvela pjesmu "B.I.T.C.H.". U ožujku te godine izjavila je da je objava njezina debitantskog albuma odgođena jer je odlučila pregovarati o novom ugovoru s 1501 Certified. Počela se služiti hashtagom "#FreeTheeStallion" da bi podigla svijest o problemu i istaknula je da "[nije] razumjela dio retorike" kad je potpisala prvi ugovor s 1501.
Dana 6. ožujka 2020. objavila je EP Suga usprkos protivljenju 1501 nakon što je sudac tom izdavaču privremeno zabranio pristup Stallion. Istog je mjeseca pjesma "Savage" s EP-a stekla popularnost na TikToku kad ju je popularna korisnica Keara Wilson iskoristila u videozapisu kojim je odgovorila na plesni izazov, koji je do 20. ožujka pregledan više od 3,7 milijuna puta. Remiksana inačica pjesme na kojoj gostuje Beyoncé objavljena je 29. travnja 2020. Postala je Stallionina prva uspješnica koja se pojavila u prvih deset mjesta u SAD-u ubrzo nakon objave remiksane inačice, a na koncu je postala i prva njezina pjesma koja se pojavila na prvom mjestu ljestvice Billboard Hot 100. Zbog te je pjesme porastao i broj prodanih primjeraka EP-a Suga, koji se popeo do sedmog mjesta na ljestvici Billboard 200. Sav prihod od pjesme distribuiran je neprofitnoj udruzi Bread of Life u Houstonu koja pomaže stanovnicima koje je pogodila pandemija COVID-19. Megan Thee Stallion bila je i sutkinja u plesnoj natjecateljskoj emisiji Legendary na programu HBO Max koja se počela emitirati u svibnju 2020. Dana 26. lipnja 2020. objavila je pjesmu "Girls in the Hood", a zatim je gostovala u singlu Cardi B "WAP"; pojavila se i u glazbenom spotu za tu pjesmu u kolovozu 2020. "WAP" je postao njezin drugi singl koji se pojavio na prvom mjestu ljestvice u SAD-u i srušio je rekord za najveći broj preslušavanja na internetu u prvom tjednu objave u SAD-u (93 milijuna puta).
U kolovozu 2020. postala je globalna predstavnica marke Revlon. Prvi je put nominirana za Billboardovu nagradu kad je u rujnu 2020. nominirana u kategoriji najbolje reperice. Nekoliko dana kasnije pojavila se u godišnjem popisu 100 najutjecajnijih ljudi na svijetu časopisa Time. Sažetak o njoj na tom popisu napisala je američka glumica Taraji P. Henson. I Stallion i Drake 2020. su bili nominirani za nagradu BET u osam kategorija, među kojima su nagrade za izvođača godine, pjesmu godine i albuma godine. Također je uz Justina Biebera glazbenica s najviše nominacija (njih šest) na dodjeli nagrada People's Choice 2020. Također se našla na drugom mjestu po broju nominacija na dodjeli nagrada American Music Awards iste godine. U listopadu 2020. objavila je singl "Don't Stop" na kojem je sudjelovao Young Thug, a podržala ga je izvedbom na premijeri 46. sezone emisije Saturday Night Live. Te je večeri izvela i "politički angažiranu" inačicu pjesme "Savage", u kojoj je govorila o rasizmu i vrhovnom odvjetniku Kentuckyja Danielu Cameronu te je iskazala da je važno zaštititi crnkinje i podržati pokret Black Lives Matter. Nastavila je podržavati te ciljeve pišući op-ed za The New York Times pod imenom "Why I Speak Up for Black Women", koji je dobio pozitivne kritike. Pojavila se u specijalnoj humorističnoj televizijskoj emisiji Sarah Cooper: Everything's Fine. Nominirana je za nagradu Grammy u četiri kategorije za 2021., među kojima su kategorije za najboljeg novog izvođača i za snimku godine (za remiksanu inačicu pjesme "Savage").
Dana 13. studenoga 2020. najavila je objavu debitantskog studijskog albuma Good News; objavljen je tjedan dana kasnije. Na isti je dan objavljen i "Body", četvrti singl s tog uratka, ali i popratni spot za tu pjesmu. Album je debitirao na 2. mjestu ljestvice Billboard 200 i 1. mjestu ljestvice Top R&B/Hip-Hop Albums jer je prodan u više od 100.000 primjeraka. Dana 14. siječnja 2021. gostovala je na remiksanoj inačici singla "34+35" Ariane Grande, drugog singla s njezina šestog studijskog albuma Positions; na pjesmi je gostovala i američka pjevačica i reperica Doja Cat.

## Stil
Megan Thee Stallion zapažena je po samouvjerenosti, senzualnosti i eksplicitnim tekstovima. Svoju seksualnost iskazuje u tekstovima, videozapisima i na koncertima. U intervjuu s Pitchforkom izjavila je: "Nije tu riječ samo o bivanju seksi, riječ je i o hrabrosti, o mojoj samouvjerenosti u moju seksualnost." Kad je u intervjuu s Rolling Stoneom razgovarala o svojem podrijetlu, izjavila je: "Čini mi se kao da dosad nikad iz Houstona ili Teksasa nije došla neka reperica [...], pa eto, odatle dolazim."
Kao najveće uzore navela je izvođače kao što su Beyoncé, Pimp C, The Notorious B.I.G. i Three 6 Mafia, ali i svoju majku. Za Pimpa C i B.I.G.-a izjavila je: "Sviđa mi se drskost Pimpa C. Zbog njega se osjećam toliko samouvjereno i guba, a želim da se jednako tako osjećaju ljudi koji slušaju moju glazbu. Biggie me također nadahnjuje. Volim njegove igre riječima." Također je Q-Tipa proglasila svojim mentorom.

## Imidž

### Alternativne osobnosti
U mnogo se intervjua Megan Thee Stallion nazivala "Tinom Snow"; riječ je o njezinu alter egu i imenu njezina prvog EP-a. Ime je nadahnulo umjetničko ime Pimpa C Tony Snow, a povezuje ih slična samouvjerenost i snažna prisutnost seksualnih tema u tekstovima. "Hot Girl Meg" još je jedan njezin alter ego, a opisan je kao Meganina bezbrižna i ekstrovertirana strana; izjavila je da je nalik kakvoj "studentici ili djevojci koja tulumari". Tvrdi da je tu osobnost utjelovila na EP-u Fever. Također se nazvala imenom "Thee Hood Tyra Banks".

### Prepoznatljive odlike
Megan je izvor internetske uzrečice "hot girl summer" koja se proširila društvenim mrežama. Riječ je o derivatu još jedne njezine poznate uzrečice "hot girl", koja je pak derivat uzrečice "real hot girl shit". Prvi se put poslužila tom uzrečicom u tweetu iz 14. travnja 2018. Kasnije se pojavila na naslovnici Fevera, na kojoj je pisalo "She's thee HOT GIRL and she's bringing THEE HEAT." Uzrečicu je definirala ovako: "[Odnosi se na] žene i muškarce koji su besramno svoji, samo se zabavljaju, razveseljavaju prijatelje [...]." U rujnu 2019. službeno je zaštitila frazu "hot girl summer" nakon je to odlučila učiniti u srpnju te godine. Istoimena je pjesma objavljena 9. kolovoza 2019.
Uz "hot girl" i "hot girl summer" Megan Thee Stallion poznata je po svojoj uobičajenoj gesti pri kojoj pokazuje jezik i stvara "škripav", zvučni "ah" ili "bla". U kolovozu 2019. Twitter je stvorio službeni emotikon za tu gestu, a mogao se stvoriti odmah nakon upisivanja hashtaga "#megantheestallion". Taj je simbol nadahnuo i naslovnicu njezina EP-a Suga, koja je otkrivena u ožujku 2020.

## Filantropija
U studenom 2019. distribuirala je purice za Dan zahvalnosti u vrijednosti od 15.400 dolara za Food Bank Portwall Pantry u Houstonu i pomogla ih dostaviti 1050 siromašnih kućanstava.

## Privatni život
Megan Thee Stallion u pjesmama "Cocky AF" i "Freak Nasty" spominje da je napola Kreol, a to je izjavila i u tweetu iz rujna 2017.
Njezina majka, Holly Thomas, preminula je u ožujku 2019. zbog dugogodišnjeg tumora na mozgu, a njezina je baka umrla istog mjeseca. Osim što je neko vrijeme bila Meganina menadžerica, Thomas ju je nadahnula da studira zdravstvo i pomogla joj je utemeljiti objekte za potpomognuto življenje u Houstonu. Nakon što je na neko vrijeme pauzirala studiranje, vratila se studiranju na Texas Southern Universityju, gdje je 2019. bila na trećoj godini.
Ima nekoliko pasa, među kojima i francuskog buldoga kojeg je nazvala 4oe (čita se kao For).

### Rane od metaka 2020.
Megan Thee Stallion 15. je srpnja 2020. izjavila da je zadobila rane od metaka i da je otišla na operaciju da bi ih izvadila iz tijela. Ta je tvrdnja bila u suprotnosti s prijašnjim TMZ-ovim izvješćem da je tri dana ranije petom stala na slomljeno staklo kad je bila u automobilu s reperom Toryjem Lanezom i neidentificiranom ženom; policija je zaustavila automobil i Lanez je uhićen zbog skrivanja oružja nakon što je pronađeno u pretresu. Megan je bila izložena poruzi nakon što se mnogo viceva o pucnjavi proširilo internetom. Dana 27. srpnja 2020. otkrila je da je upucana u oba stopala i odbacila je govorkanja i šale u sesiji na Instagram Liveu, gdje je govorila o incidentu i plakala. Idućeg je mjeseca Megan izjavila da ju je ustrijelio Lanez, ali je komentirala: "Nisam odmah rekla policiji što se tad dogodilo jer nisam željela umrijeti." Lanez je 25. rujna 2020. objavio Daystar, svoj peti album; na gotovo svakoj pjesmi govori o tom incidentu i negira da je pucao u Megan, dok istovremeno tvrdi da su mu ona i njezin tim "pokušali smjestiti". Istog je dana u izjavi za Variety Meganin odvjetnik Alex Spiro komentirao da su Lanezovi zastupnici otada pokušali pokrenuti "kampanju kleveta" protiv Megan da bi diskreditirali njezine optužbe. Izjavio je: "Znamo za izmijenjene tekstualne poruke i izmišljene e-adrese koje su proširene u medijima u proračunatom pokušaju zastupanja lažne priče o svemu što se dogodilo." Lanezov je tim to negirao i izjavio da će istražiti tko je proširio lažne e-mailove i poduzeti potrebne mjere. Stallion je također naknadno otkrila da su joj Lanez i njegov tim ponudili mito da ne govori više o incidentu.
Dana 8. listopada 2020. Laneza je službeno optužen za pucanje u Megan Thee Stallion. Lanezu su točke optužnice trebale biti čitane 13. listopada, no datum je odgođen na 18. studenoga nakon što je Lanezov odvjetnik zatražio odgodu. Otad je Lanezu određena zabrana prilaska; od Megan mora biti udaljen najmanje devedesetak metara i ne smije joj se obraćati. Također mu je naređeno da preda sve oružje koje posjeduje. U op-edu za The New York Times objavljenom 13. listopada 2020. Megan je dodatno objasnila okolnosti o pucnjavi i napisala je: "U mnogo područja života crnkinje se ni dalje ne poštuje niti ih se uzima u obzir. Nedavno sam bila žrtva nasilja koje je počinio muškarac. Nakon tuluma, dok sam se udaljavala od njega, dvaput me upucao. Nismo bili u vezi. Iskreno, šokirana sam da sam tako završila". Bude li njegova krivnja dokazana na sudu, Lanezu prijete 22 godine i osam mjeseci državnog zatvora. Krajem studenog 2020. tvrdio je da je nevin i da nije napao drugu osobu poluautomatskim pištoljem. Istog je mjeseca Megan Thee Stallion objavila debitantski studijski album Good News, a sam uradak počinje pjesmom "Shots Fired" posvećena Lanezu. Pjesma je dobila pohvale kritičara, a mnogi od njih istaknuli su da je u njoj umetnuta i semplirana pjesma "Who Shot Ya?" The Notorious B.I.G.-a. Stallion je također govorila o pucnjevima u op-edu za The New York Times pod imenom "Why I Speak Up for Black Women".

## Diskografija
Studijski albumi
- Good News (2020.)
- Traumazine (2022.)
- Megan (2024.)

## Turneje

### Kao popratna izvođačica
- Bad Girls Tour (s Iggy Azaleom i Cupcakke) (2018.; otkazana)[25][26]
- Legendary Nights Tour (s Meekom Millom i Futureom) (2019)[136]